# (20411) 1998 QJ69
A (20411) 1998 QJ69 a Naprendszer kisbolygóövében található aszteroida. A LINEAR projekt keretében fedezték fel 1998. augusztus 24-én.